# Loznati
Loznati je vas na otoku Cres, ki upravno spada pod mesto Cres; le-ta pa spada pod Primorsko-goransko županijo. Leži nekaj kilometrov južneje od mesta Cres. V okolici vasi so obširni nasadi oljk. Dostopno je iz glavne ceste Cres-Osor. Loznati je izhodišče poti proti antičnim in zgodnjekrščanskih ruševinam zaselka Lovreški, kjer mestoma še stoji cerkev iz 6. stoletja.

## Demografija
| Pregled števila prebivalcev po letih | Pregled števila prebivalcev po letih | Pregled števila prebivalcev po letih | Pregled števila prebivalcev po letih | Pregled števila prebivalcev po letih | Pregled števila prebivalcev po letih | Pregled števila prebivalcev po letih | Pregled števila prebivalcev po letih | Pregled števila prebivalcev po letih | Pregled števila prebivalcev po letih | Pregled števila prebivalcev po letih | Pregled števila prebivalcev po letih | Pregled števila prebivalcev po letih | Pregled števila prebivalcev po letih | Pregled števila prebivalcev po letih | Pregled števila prebivalcev po letih |
| ------------------------------------ | ------------------------------------ | ------------------------------------ | ------------------------------------ | ------------------------------------ | ------------------------------------ | ------------------------------------ | ------------------------------------ | ------------------------------------ | ------------------------------------ | ------------------------------------ | ------------------------------------ | ------------------------------------ | ------------------------------------ | ------------------------------------ | ------------------------------------ |
| 1857                                 | 1869                                 | 1880                                 | 1890                                 | 1900                                 | 1910                                 | 1921                                 | 1931                                 | 1948                                 | 1953                                 | 1961                                 | 1971                                 | 1981                                 | 1991                                 | 2001                                 | 2011                                 |
| 59                                   | 59                                   | 37                                   | 35                                   | 51                                   | 42                                   | 0                                    | 0                                    | 76                                   | 70                                   | 72                                   | 44                                   | 48                                   | 37                                   | 29                                   | 40                                   |